# Johann Valentin Andreæ
Johann Valentin Andreæ, född den 17 augusti 1586 i Herrenberg, död den 27 juni 1654, var en tysk teolog, sonson till Jacob Andreæ.
Andreæ blev 1620 superintendent i Kalw och senare hovpredikant och konsistorialråd i Stuttgart. Han var en anderik motståndare till 1600-talets nya skolasticism, vilken med förbiseende av ett sant kristligt liv lade huvudvikten vid tillspetsade dogmatiska bestämningar. I ett mycket stort antal skrifter gisslade han med satirens och allegorins vapen sin tids religiösa och sedliga fördärv.
I komedin Turbo angrep han sålunda sina samtidas lärdomsprål och i 100 satiriska dialoger under namn av Menippus (1618) tidens dårskaper och falska ortodoxism. Mot det mystiska, teosofiska och alkemistiska hemlighetsmakeriet vände han sig bl.a. i Christian Rosencreutz alkemiska bröllop år 1459, och genom sin Turris Babel, Invitatio Fraternitatis Christi och andra arbeten sökte han ge en mera positivt kristlig riktning åt det svärmeri, som delvis genom missförstånd av hans satiriska angrepp tagit ny fart i rosenkreuzarnas orden.
I sin Herculis christiani luctus och Reipublicæ christianopolitanæ descriptio utkastade han grundlinjerna till en kristlig idealstat. Andreæ var en av sin tids främsta själasörjare, berömd som pedagog och predikant, och har på återupprättandet av det genom Trettioåriga kriget ödelagda kyrkliga livet inom de kyrkoområden, där han verkade, utövat ett stort inflytande. Hans Vita ab ipso conscripta utgavs av F.H. Rheinwald 1849.